# فرودگاه رأس‌المشعاب
 فرودگاه راس المشعاب (به انگلیسی: Ras Al-Mishab Airport) یک فرودگاه نظامی است که یک باند فرود آسفالت دارد و طول باند آن ۳۱۸۵ متر است. این فرودگاه در کشور عربستان سعودی قرار دارد و در ارتفاع ۴ متری از سطح دریا واقع شده‌است.